# Karl 7. (Tysk-romerske rige)
 For alternative betydninger, se Karl 7.. (Se også artikler, som begynder med Karl 7.)
Karl 7. Albert af Bayern (6. august 1697 i Bruxelles – 20. januar 1745 i München) var af Wittelsbach-slægten. Han var tysk-romersk kejser fra 24. januar 1742 til sin død i München 20. januar 1745.
Han var søn af kurfyrste Maximilian 2. Emanuel af Bayern. Familien blev splittet under den Spanske Arvefølgekrig.
Som efterkommer af Ferdinand 1. protesterede han i 1740 mod Maria Theresias overtagelse af magten i Østrig. Han blev i 1742 med fransk støtte og støtte fra sin bror Klemens August af Bayern, den senere ærkebiskop og kurfyrste af Køln, valgt til kejser, men han var i hele sin korte regeringstid i strid med hende.